# Canton (Massachusetts)
Canton – miasto w Stanach Zjednoczonych, w stanie Massachusetts, w hrabstwie Norfolk.